# Ophthalmocydrus semiorbifer
Ophthalmocydrus semiorbifer – gatunek chrząszcza z rodziny kózkowatych i podrodziny zgrzypikowych. Jedyny przedstawiciel rodzaju Ophthalmocydrus.

## Zasięg występowania
Ameryka Południowa, występuje w Kolumbii oraz Wenezueli.